# Adicella dicte
Adicella dicte är en nattsländeart som beskrevs av Schmid 1994. Adicella dicte ingår i släktet Adicella och familjen långhornssländor. Inga underarter finns listade i Catalogue of Life.